# Јејдон (Пенсилванија)
Јејдон (енгл. Yeadon) град је у америчкој савезној држави Пенсилванија.

## Демографија
По попису из 2010. године број становника је 11.443, што је 319 (-2,7%) становника мање него 2000. године.
| Група             | 2000.         | 2010.          |
| Белци             | 1.809 (15,4%) | 838 (7,3%)     |
| Афроамериканци    | 9.500 (80,8%) | 10.141 (88,6%) |
| Азијати           | 105 (0,9%)    | 88 (0,8%)      |
| Хиспаноамериканци | 120 (1,0%)    | 216 (1,9%)     |
| Укупно            | 11.762        | 11.443         |